# Prevention Point Philadelphia
Prevention Point Philadelphia (PPP) – organizacja non-profit zajmująca się zdrowiem publicznym działająca na terenie Filadelfii i okolic. Działanie organizacji jest związane przede wszystkim z przeciwdziałaniem narkomanii wśród ubogiej części społeczeństwa. Jej misją jest zapewnienie ogólnego dobrobytu społeczeństwa, pomoc osobom uzależnionym oraz promowanie równości i szacunku (np. poprzez popieranie ruchu "Black lives matter").
Do głównych inicjatyw i działań podejmowanych przez PPP należą m.in.: program wymiany strzykawek (SSP), pomoc i profilaktyka przeciwko rozprzestrzenianiu się wirusa HIV i innych przenoszonych przez krew chorobom, dostarczanie naloksonu i antidotum osobom po przedawkowaniu opioidów, a także szeroko pojęta pomoc prozdrowotna i społeczna: zapewnienie wyżywienia i zakwaterowania osobom najbardziej tego potrzebującym. W ramach programu Stabilization, Treatment, and Engagement Program (STEP), rozpoczęto terapie podtrzymujące z zastosowaniem buprenorfiny.
PPP jest organizacją sponsorowaną głównie przez rząd: w podsumowaniu roku budżetowego 2021, aż 66% pozyskanych funduszy pochodziło z kontraktów rządowych.

## Historia
PPP zostało założone przez ACT UP Philadelphia poprzez rozpoczęcie programu wymiany strzykawek w 1991 roku. Na początku była to inicjatywa podziemna koalicji na rzecz przeciwdziałania AIDS, ACT UP, ponieważ wówczas posiadanie strzykawek w Filadelfii było zabronione. W 1992 roku, ówczesny burmistrz, aktualnie były gubernator stanu Pensylwania, Ed Rendell, w odpowiedzi na groźby policji skierowane do członków organizacji non-profit, poparł ich działalność i doprowadził do zniesienia przepisów uniemożliwiających działania PPP.

## Skuteczność działania
Od 1991 roku Uniwersytet Pensylwanii badał wpływ programu wymiany strzykawek na zdrowie publiczne. W ciągu dwóch pierwszych lat badań (zanim powstała inicjatywa programu wymiany strzykawek), wskaźnik nowych zakażeń wirusem HIV spowodowanych zażywaniem narkotyków, należał do najwyższych w Stanach Zjednoczonych. Następnie, w ciągu ośmiu lat trwania badania, zaobserwowano znaczący spadek liczby nowych zakażeń wśród narkomanów.